# 若江公義
若江 公義（わかえ きみよし）は、江戸時代後期の日本の地下人。

## 生涯
神宮祭主藤波季忠の子として、明和2年（1766年）に生まれる。初名は義道（よしみち）。父季忠は、大中臣氏二門の血統であり養父和忠の実子である寛忠を既に養子に取っていたため、安永10年（1781年）の17歳での叙爵の後、寛政11年1月18日（1799年2月22日）、若江長公の養子となった。
寛政12年7月26日（1800年9月14日）、36歳で元服して越後権介に任じられ、同年11月19日（1801年1月3日）には院昇殿を許された。享和元年7月28日（1801年9月5日）、義道を公義と改名した。
文化14年4月14日（1817年5月29日）、再び院昇殿を許される。文政11年（1828年）、64歳で卒去した。

## 官歴
- 安永10年4月3日（1781年4月26日）、従五位下
- 寛政12年7月26日（1800年9月14日）、越後権介
- 寛政12年12月22日（1801年2月5日）、従五位上
- 文化元年6月8日（1804年7月14日）、正五位下
- 文化5年1月28日（1808年2月24日）、従四位下
- 文化7年4月24日（1810年5月26日）、民部権大輔
- 文化13年6月20日（1816年7月14日）、従四位上
- 文政4年5月16日（1821年6月15日）、正四位下

## 系譜
- 父：藤波季忠
- 母：藤波伊子
- 養父：若江長公
  - 養子：若江量長 - 錦小路頼理男
    - 養孫：若江薫子